# Орља Ноуа (Олт)
Орља Ноуа (рум. Orlea Nouă) насеље је у Румунији у округу Олт у општини Орља. Oпштина се налази на надморској висини од 43 m.

## Становништво
Према подацима из 2002. године у насељу је живело 911 становника, од којих су сви румунске националности.